# Football Club Fleury 91 2024-2025
Questa voce raccoglie le informazioni riguardanti la squadra femminile del Football Club Fleury 91 nelle competizioni ufficiali della stagione 2024-2025.

## Divise e sponsor
La grafica delle divise ripropone i colori sociali del club, il rosso e il nero. Il main sponsor era a società di trasporti Bovis, lo sponsor tecnico, fornitore delle tenute da gioco, SKITA.
| Casa | Trasferta |

## Organigramma societario
Tratta dal sito societario.
Area tecnica
- Allenatore: Frédéric Biancalani
- Vice allenatore: Antoine Ponroy
- Preparatore dei portieri: Michel Courel
- Preparatore atletico: Ewen Brigaudeau
- Medico sociale:
- Fisioterapista:

## Rosa
Rosa, ruoli e numeri di maglia aggiornati al 23 aprile 2025.
| N. |                           | Ruolo | Calciatrice                |
| -- | ------------------------- | ----- | -------------------------- |
| 1  | Francia (bandiera)        | P     | Constance Picaud           |
| 2  | Francia (bandiera)        | C     | Sara Kassi                 |
| 4  | Francia (bandiera)        | C     | Esther Ngambu Ngiangi      |
| 5  | Costa d'Avorio (bandiera) | D     | Mariam Diakité             |
| 6  | Colombia (bandiera)       | C     | Jessica Mazo               |
| 7  | Polonia (bandiera)        | A     | Dominika Kopińska          |
| 8  | Polonia (bandiera)        | C     | Ewelina Kamczyk            |
| 9  | Francia (bandiera)        | C     | Aïrine Fontaine            |
| 10 | Francia (bandiera)        | C     | Faustine Robert            |
| 11 | Francia (bandiera)        | C     | Nermyne Ben Khaled         |
| 12 | Camerun (bandiera)        | D     | Claudine Meffometou Tcheno |
| 14 | Mali (bandiera)           | A     | Aïssata Traoré             |
| 15 | Francia (bandiera)        | D     | Aude Bizet                 |
| 16 | Francia (bandiera)        | P     | Emma Francart              |
| 17 | Ghana (bandiera)          | A     | Evelyn Badu                |

| N. |                           | Ruolo | Calciatrice         |
| -- | ------------------------- | ----- | ------------------- |
| 18 | Algeria (bandiera)        | A     | Lana Smits          |
| 19 | Costa d'Avorio (bandiera) | A     | Inès Konan          |
| 20 | Francia (bandiera)        | D     | Charlotte Fernandes |
| 21 | Algeria (bandiera)        | C     | Marine Dafeur       |
| 22 | Polonia (bandiera)        | D     | Wiktoria Zieniewicz |
| 24 | Costa d'Avorio (bandiera) | C     | Frédérique Abrogoua |
| 25 | Portogallo (bandiera)     | D     | Morgane Martins     |
| 27 | Haiti (bandiera)          | A     | Batcheba Louis      |
| 28 | Francia (bandiera)        | D     | Inès Jaurena        |
| 44 | Francia (bandiera)        | C     | Hillary Diaz        |
| 75 | Francia (bandiera)        | D     | Aïssatou Tounkara   |
| 99 | Francia (bandiera)        | P     | Manon Heil          |
|    | Francia (bandiera)        | P     | Jessica Cantin      |
|    | Francia (bandiera)        | P     | Pénélope Cuirinier  |
|    | Francia (bandiera)        | P     | Francesca Poiret    |

## Calciomercato

### Sessione estiva
| Acquisti | Acquisti            | Acquisti            | Acquisti    |
| R.       | Nome                | da                  | Modalità    |
| -------- | ------------------- | ------------------- | ----------- |
| P        | Constance Picaud    | Paris Saint-Germain | [ 4 ] [ 5 ] |
| D        | Morgane Martins     | Digione             | [ 5 ]       |
| D        | Aïssatou Tounkara   | Paris Saint-Germain | prestito    |
| D        | Wiktoria Zieniewicz | SMS Łódź            | [ 5 ]       |
| C        | Clara Hoarau        | Perth Glory         | [ 5 ]       |
| C        | Nermyne Ben Khaled  | Paris FC            | [ 7 ] [ 5 ] |
| C        | Jessica Mazo        | UConn Huskies       | [ 5 ]       |
| C        | Faustine Robert     | Montpellier         | [ 5 ]       |
| A        | Aïssata Traoré      | Guingamp            | [ 5 ]       |

| Cessioni | Cessioni           | Cessioni          | Cessioni |
| R.       | Nome               | a                 | Modalità |
| -------- | ------------------ | ----------------- | -------- |
| P        | Chloé Ngazi        | Le Havre          | [ 5 ]    |
| D        | Ágata Filipa       | Braga             | [ 5 ]    |
| D        | Tianna Harris      | Damaiense         | [ 5 ]    |
| D        | Assimina Maoulida  | Stade Reims       | [ 5 ]    |
| D        | Chantelle Swaby    | Leicester City    | [ 5 ]    |
| C        | Laurine Baga       | Grenoble          | [ 5 ]    |
| C        | Dominika Grabowska | Hoffenheim        | [ 5 ]    |
| C        | Léa Le Garrec      | Al-Qadisiya       |          |
| C        | Aldrith Quintero   | Al-Hilal          | [ 5 ]    |
| A        | Rosemonde Kouassi  | Washington Spirit | [ 5 ]    |

### Sessione invernale
| Acquisti | Acquisti           | Acquisti          | Acquisti |
| R.       | Nome               | da                | Modalità |
| -------- | ------------------ | ----------------- | -------- |
| P        | Pénélope Cuirinier | Akron Zips        | [ 8 ]    |
| D        | Zoe Burns          | Utah Royals       | [ 8 ]    |
| D        | Anaïg Butel        | Washington Spirit | [ 8 ]    |
| C        | Hillary Diaz       | Inter             | prestito |
| C        | Felicia Goyi       | Paris FC          |          |

| Cessioni | Cessioni                | Cessioni     | Cessioni          |
| R.       | Nome                    | a            | Modalità          |
| -------- | ----------------------- | ------------ | ----------------- |
| P        | Manon Heil              | Stade Reims  | [ 8 ]             |
| D        | Mariam Diakité          | Fenerbahçe   | [ 10 ] [ 8 ]      |
| D        | Bernadette Ngaseh Mbélé | Auxerre      | [ 8 ]             |
| D        | Wiktoria Zieniewicz     | Basilea      | [ 8 ]             |
| C        | Nermyne Ben Khaled      | Orléans      | prestito          |
| C        | Jessica Mazo            | Thonon Évian | prestito          |
| C        | Esther Ngambu Ngiangi   | Metz         | [ 8 ]             |
| A        | Evelyn Badu             | Molde        | rottura contratto |

## Risultati

### Première Ligue

#### Girone di andata
| Arbitro: | Collin |

|                 |           |                                                                    |
| Kamczyk 1’, 46’ | Marcatori | 22’, 43’ Dumornay 32’ (rig.), 58’ Horan-Heaps 75’ Gilles 80’ Diani |

| Arbitro: | Rochebilière |

|                  |           |                         |
| Pinther 76’, 88’ | Marcatori | 4’ Meffometou 58’ Kassi |

| Arbitro: | El Bour |

|  |           |                       |
|  | Marcatori | 18’ Traoré 27’ Robert |

| Arbitro: | Daupeux |

|                                               |           |           |
| Louis 55’ Robert 67’ Traoré 84’ Fernandes 86’ | Marcatori | 38’ Bigot |

| Arbitro: | Collin |

|                          |           |            |
| Albert 37’ Karchaoui 80’ | Marcatori | 66’ Traoré |

| Arbitro: | Rochebilière |

|                                |           |              |
| Traoré 33’, 45’ Louis 68’, 76’ | Marcatori | 89’ Bourgain |

| Arbitro: | Fournier |

|                                     |           |                          |
| Caputo 25’ Bogi 39’ Stratigakis 64’ | Marcatori | 66’ Kamczyk 87’ Kopińska |

| Arbitro: | Daupeux |

|                          |           |  |
| Kopińska 45’ Louis 45+2’ | Marcatori |  |

| Arbitro: | Collin |

|           |           |                                  |
| Louis 83’ | Marcatori | 55’, 24’, 42’ Mateo 89’ Bourdieu |

| Nantes 7 dicembre 2024, ore 17:00 CET 10ª giornata | Nantes        | 0 – 0 referto | Fleury | Stadio Marcel Saupin (757 spett.)\| Arbitro: \| Vanderstichel \| |
| Arbitro:                                           | Vanderstichel |               |        |                                                                  |

| Arbitro: | Daupeux |

|  |           |                    |
|  | Marcatori | 77’ (rig.) Kamczyk |

##### Girone di ritorno
| Bondoufle 7 gennaio 2025, ore 21:00 CET 12ª giornata | Fleury | 0 – 0 referto | Paris Saint-Germain | Stadio Robert Bobin (1 124 spett.)\| Arbitro: \| Gerbel \| |
| Arbitro:                                             | Gerbel |               |                     |                                                            |

| Arbitro: | Beyer |

|                                                         |           |  |
| Louis 17’, 46’, 48’ Rober 25’ Traoré 55’ Fontaine 90+4’ | Marcatori |  |

| Le Havre 1º febbraio 2025, ore 17:00 CET 14ª giornata | Le Havre     | 0 – 0 referto | Fleury | Stadio Océane (587 spett.)\| Arbitro: \| Rochebilière \| |
| Arbitro:                                              | Rochebilière |               |        |                                                          |

| Arbitro: | Vanderstichel |

|            |           |            |
| Traoré 40’ | Marcatori | 79’ Joseph |

| Arbitro: | Daupeux |

|  |           |                                                                        |
|  | Marcatori | 26’ Martins 35’ Dafeur 45+2’ Louis 53’, 61’ (rig.) Traoré 83’ Fontaine |

| Bondoufle 15 marzo 2025, ore 17:00 CET 17ª giornata | Fleury       | 0 – 0 referto | Digione | Stadio Robert Bobin (252 spett.)\| Arbitro: \| Rochebilière \| |
| Arbitro:                                            | Rochebilière |               |         |                                                                |

| Arbitro: | Collin |

|  |           |              |
|  | Marcatori | 64’ Fontaine |

| Arbitro: | Vanderstichel |

|                                       |           |  |
| Le Sommer 32’, 43’ Majr 54’ Diani 77’ | Marcatori |  |

| Arbitro: | El Bour |

|                                                        |           |  |
| Fernandes 37’ Martins 47’ Robert 53’ Dafeur 63’ (rig.) | Marcatori |  |

| Arbitro: | Beyer |

|                                      |           |  |
| Matéo 41’, 72’ Korošec 45’ Bussy 65’ | Marcatori |  |

| Arbitro: | Daupeux |

|            |           |                           |
| Robert 38’ | Marcatori | 27’ Ouchene 90+2’ Diakité |

### Coppa di Francia
| Arbitro: | Tanguy |

|  |           | |
|  | Marcatori | 4’ Fernandes 11’ Robert 31’ Kopińska 33’ Kamczyk 42’, 59’, 89’ Konan 49’ Tounkara 64’ Fontaine 74’, 87’ Traoré 82’ Louis |

| Arbitro: | Elbour |

|                                          |                      |                                     |
| Bironien 7’ Ali Abdallah 58’ Solanet 72’ | Marcatori            | 14’ Fernandes 18’ Kamczyk 34’ Konan |
|                                          | Tiri di rigore 4 – 2 |                                     |

## Statistiche

### Statistiche di squadra
| Competizione     | Punti | In casa | In casa | In casa | In casa | In casa | In casa | In trasferta | In trasferta | In trasferta | In trasferta | In trasferta | In trasferta | Totale | Totale | Totale | Totale | Totale | Totale | DR  |
| Competizione     | Punti | G       | V       | N       | P       | Gf      | Gs      | G            | V            | N            | P            | Gf           | Gs           | G      | V      | N      | P      | Gf     | Gs     | DR  |
| ---------------- | ----- | ------- | ------- | ------- | ------- | ------- | ------- | ------------ | ------------ | ------------ | ------------ | ------------ | ------------ | ------ | ------ | ------ | ------ | ------ | ------ | --- |
| Première Ligue   | 33    | 11      | 5       | 3       | 3       | 25      | 15      | 11           | 4            | 3            | 4            | 15           | 15           | 22     | 9      | 6      | 7      | 40     | 30     | +10 |
| Coppa di Francia | -     | -       | -       | -       | -       | -       | -       | 2            | 1            | 1            | 0            | 15           | 3            | 2      | 1      | 1      | 0      | 15     | 3      | +12 |
| Totale           | -     | 11      | 5       | 3       | 3       | 25      | 15      | 13           | 5            | 4            | 4            | 30           | 18           | 24     | 10     | 7      | 7      | 55     | 33     | +22 |

### Andamento in campionato
| Giornata  | 1  | 2 | 3 | 4 | 5 | 6 | 7 | 8 | 9 | 10 | 11 | 12 | 13 | 14 | 15 | 16 | 17 | 18 | 19 | 20 | 21 | 22 |
| --------- | -- | - | - | - | - | - | - | - | - | -- | -- | -- | -- | -- | -- | -- | -- | -- | -- | -- | -- | -- |
| Luogo     | C  | T | T | C | T | C | T | C | C | T  | T  | C  | C  | T  | C  | T  | C  | T  | T  | C  | T  | C  |
| Risultato | P  | N | V | V | P | V | P | V | P | N  | V  | N  | V  | N  | N  | V  | N  | V  | P  | V  | P  | P  |
| Posizione | 11 | 8 | 7 | 5 | 7 | 5 | 6 | 5 | 6 | 7  | 5  | 6  | 5  | 5  | 5  | 5  | 5  | 5  | 5  | 5  | 5  | 5  |

Legenda:

Luogo: C = Casa; T = Trasferta. Risultato: V = Vittoria; N = Pareggio; P = Sconfitta.

### Statistiche delle giocatrici
| Giocatore         | Première Ligue | Première Ligue | Première Ligue | Première Ligue | Coppa di Francia | Coppa di Francia | Coppa di Francia | Coppa di Francia | Totale   | Totale | Totale      | Totale     |
| Giocatore         | Presenze       | Reti           | Ammonizioni    | Espulsioni     | Presenze         | Reti             | Ammonizioni      | Espulsioni       | Presenze | Reti   | Ammonizioni | Espulsioni |
| ----------------- | -------------- | -------------- | -------------- | -------------- | ---------------- | ---------------- | ---------------- | ---------------- | -------- | ------ | ----------- | ---------- |
| F. Abrogoua       | -              | -              | -              | -              | -                | -                | -                | -                | -        | -      | -           | -          |
| E. Badu           | 7              | 0              | 0              | 0              | -                | -                | -                | -                | 7        | 0      | 0           | 0          |
| N. Ben Khaled     | 2              | 0              | 0              | 0              | -                | -                | -                | -                | 2        | 0      | 0           | 0          |
| A. Bizet          | 14             | 0              | 2              | 0              | -                | -                | -                | -                | 14       | 0      | 2           | 0          |
| Z. Burns          | 3              | 0              | 0              | 0              | -                | -                | -                | -                | 3        | 0      | 0           | 0          |
| A. Butel          | 11             | 0              | 0              | 0              | 2                | 0                | 0                | 0                | 13       | 0      | 0           | 0          |
| J. Cantin         | 1              | 0              | 0              | 0              | -                | -                | -                | -                | 1        | 0      | 0           | 0          |
| P. Cuirinier      | 0              | 0              | 0              | 0              | -                | -                | -                | -                | 0        | 0      | 0           | 0          |
| M. Dafeur         | 14             | 2              | 0              | 2              | 1                | 0                | 1                | 0                | 15       | 2      | 1           | 2          |
| M. Diakité        | 6              | 0              | 3              | 0              | -                | -                | -                | -                | 6        | 0      | 3           | 0          |
| H. Diaz           | 10             | 0              | 2              | 0              | 2                | 0                | 0                | 0                | 12       | 0      | 2           | 0          |
| N. Falgayrac      | 1              | 0              | 0              | 0              | -                | -                | -                | -                | 1        | 0      | 0           | 0          |
| C. Fernandes      | 16             | 2              | 2              | 0              | 2                | 2                | 0                | 0                | 18       | 4      | 2           | 0          |
| A. Fontaine       | 19             | 3              | 1              | 0              | 1                | 1                | 0                | 0                | 20       | 4      | 1           | 0          |
| E. Francart       | 4              | -14            | 0              | 0              | 2                | -3               | 0                | 0                | 6        | -17    | 0           | 0          |
| F. Goyi           | 0              | 0              | 0              | 0              | -                | -                | -                | -                | 0        | 0      | 0           | 0          |
| M. Heil           | 0              | 0              | 0              | 0              | -                | -                | -                | -                | 0        | 0      | 0           | 0          |
| C. Hoarau         | -              | -              | -              | -              | -                | -                | -                | -                | -        | -      | -           | -          |
| I. Jaurena        | 19             | 0              | 4              | 0              | 1                | 0                | 0                | 0                | 20       | 0      | 4           | 0          |
| E. Kamczyk        | 22             | 4              | 0              | 0              | 2                | 2                | 1                | 0                | 24       | 6      | 1           | 0          |
| S. Kassi          | 18             | 1              | 2              | 0              | 1                | 0                | 0                | 0                | 19       | 1      | 2           | 0          |
| I. Konan          | 18             | 0              | 4              | 0              | 2                | 4                | 0                | 0                | 20       | 4      | 4           | 0          |
| D. Kopińska       | 11             | 2              | 1              | 0              | 2                | 1                | 0                | 0                | 13       | 3      | 1           | 0          |
| B. Louis          | 22             | 9              | 1              | 0              | 2                | 1                | 0                | 0                | 24       | 10     | 1           | 0          |
| M. Martins        | 18             | 2              | 0              | 0              | 2                | 0                | 0                | 0                | 20       | 2      | 0           | 0          |
| J. Mazo           | 6              | 0              | 0              | 0              | -                | -                | -                | -                | 6        | 0      | 0           | 0          |
| F. Meffometou     | 20             | 1              | 4              | 0              | 1                | 0                | 0                | 0                | 21       | 1      | 4           | 0          |
| E. Ngambu Ngiangi | -              | -              | -              | -              | -                | -                | -                | -                | -        | -      | -           | -          |
| B. Ngaseh Mbele   | -              | -              | -              | -              | -                | -                | -                | -                | -        | -      | -           | -          |
| C. Picaud         | 18             | -16            | 0              | 0              | 0                | 0                | 0                | 0                | 18       | -16    | 0           | 0          |
| F. Poiret         | 0              | 0              | 0              | 0              | -                | -                | -                | -                | 0        | 0      | 0           | 0          |
| F. Robert         | 21             | 5              | 0              | 0              | 2                | 1                | 0                | 0                | 23       | 6      | 0           | 0          |
| L. Smits          | 1              | 0              | 0              | 0              | -                | -                | -                | -                | 1        | 0      | 0           | 0          |
| A. Tounkara       | 7              | 0              | 1              | 0              | 2                | 1                | 0                | 0                | 9        | 1      | 1           | 0          |
| A. Traoré         | 20             | 9              | 5              | 0              | 2                | 2                | 0                | 0                | 22       | 11     | 5           | 0          |
| W. Zieniewicz     | 3              | 0              | 0              | 0              | -                | -                | -                | -                | 3        | 0      | 0           | 0          |